# Teresa Edwards
Teresa Edwards (ur. 19 lipca 1964 w Cairo) – amerykańska koszykarka oraz trenerka koszykarska. Czterokrotna mistrzyni olimpijska, mistrzyni świata oraz igrzysk panamerykańskich, członkini kilku różnych galerii sław koszykówki.
2 sierpnia 1990 roku wyrównała rekord Igrzysk Dobrej Woli, trafiając czterokrotnie za 3 punkty podczas spotkania z reprezentacją Australii.
25 stycznia 1997 roku ustanowiła rekord ligi ABL, notując 14 asyst w spotkaniu przeciwko drużynie z Seattle.
Jest jedyną zawodniczką w historii ligi ABL, która zdobyła ponad 40 punktów w jednym meczu. Uczyniła to czterokrotnie w trakcie dwóch sezonów.
Dzierży tytuł najmłodszej oraz najstarszej koszykarki spośród wszystkich złotych medalistek igrzysk olimpijskich w historii. Jest jedyną zawodniczką w historii wśród wszystkich koszykarzy (kobiet lub mężczyzn) reprezentujących USA, która wystąpiła 5-krotnie na  igrzyskach olimpijskich.
W 2010 roku została dyrektorem ds. personelu zawodniczego w klubie WNBA – Tulsa Shock. Dwa lata później została szefem amerykańskiej kadry koszykarskiej w ramach misji – London Games.

## Osiągnięcia

### NCAA
- Wicemistrzyni NCAA (1985)[1]
- 2-krotna uczestniczka rozgrywek NCAA Final Four (1983, 1985)[1][4]
- 3-krotna mistrzyni Konferencji Southeastern (1983, 1984, 1986)[1]
- Zaliczana do:
  - I składu:
    - All-American (1985, 1986)[4][1]
    - SEC (1984, 1985, 1986)[1]
- Uczelnia zastrzegł należący do niej numer 5[1]

### Drużynowe
- Mistrzyni Euroligi (2002)[3]
- Wicemistrzyni Francji (1995)
- Zwyciężczyni turnieju Federacji Francji (1995)

### Indywidualne
- MVP turnieju Federacji Francji (1995)
- Wybrana do:
  - Galerii Sław FIBA (2013)
  - Żeńskiej Galerii Sław Koszykówki (2010)[4]
  - Koszykarskiej Galerii Sław im. Jamesa Naismitha (2011)[4]
  - 100 Greatest Female Athletes of the 20th Century (2000)[3]
  - University of Georgia's „Circle of Honor” (1996)[2]
  - Olympic Hall of Fame (2009)[2][3]
  - Cairo Hall of Fame[2]
  - Georgia Hall of Fame[2]
  - National High School Hall of Fame[2]
- Laureatka:
  - NCAA Silver Anniversary Award (2011)[3]
  - Sportswoman of the Year (1996 przez Women’s Sports Foundation)[3]
  - Kim Perrot Sportsmanship Award (2004 – WNBA)
- Zaliczona do I składu ABL (1997, 1998)[1]
- 2-krotna uczestniczka meczu gwiazd ABL (1997, 1998)[1]
- Liderka:
  - strzelczyń ABL (1999)
  - w asystach ABL (1998)

### Reprezentacja
Drużynowe
- Mistrzyni:
  - świata (1986, 1990)[4]
  - olimpijska (1984, 1988, 1996, 2000)[4]
  - igrzysk panamerykańskich (1987)[4]
- Brązowa medalistka:
  - mistrzostw świata (1994)[1]
  - igrzysk:
    - olimpijskich (1992)[1]
    - panamerykańskich (1991)[1]
- 2-krotna zdobywczyni Pucharu R. Williama Jonesa (1984, 1987)[1]
- Finalistka Pucharu R. Williama Jonesa (1988)

Indywidualne
- 4-krotna Atletka Roku – USA Basketball Female Athlete of the Year (1987, 1990, 1996, 2000)[4]
- Zaliczona do I składu mistrzostw świata (1994)[1]
- Liderka:
  - igrzysk olimpijskich w asystach (1988, 1992, 1996)[1]
  - mistrzostw świata w skuteczności rzutów za 3 punkty (1994 – 50%)[5]

## Rekordy kadry USA
Olimpijskie
- w liczbie rozegranych gier (32)
- w liczbie uzyskanych asyst (143)
- w liczbie przechwytów (59)
- w liczbie asyst uzyskanych w trakcie jednego spotkania (15 przeciwko Australii – 27.07.1996)
- w liczbie asyst uzyskanych w trakcie jednego turnieju (64 – 1996)

Mistrzostw świata
- najwięcej zdobytych punktów (175)
- najwięcej punktów zdobytych w trakcie jednego spotkania (32 przeciwko kanadzie – 18.07.1990)
- Najwyższa skuteczność w rzutach za 3 punkty w trakcie jednego spotkania (100%, 4-4, przeciwko Australii – 12.06.1996 - wyrównany)
- najwięcej asyst w trakcie jednego spotkania (12 - przeciwko Chinom - 13.08.1986 - wyrównany)